# Countdown (SOKO München)
Countdown ist eine 90-minütige Spielfilmepisode der deutschen Kriminalserie SOKO München. Mit Ausstrahlung dieser 675. Episode endete die Mutterserie des ZDF-Sendeformats SOKO am 29. Dezember 2020, rund 43 Jahre nach der Ausstrahlung ihrer ersten Episode Einsatz: 22 Uhr.

## Hintergrund
Die Krimiserie SOKO München, welche bis 2015 als SOKO 5113 produziert und ausgestrahlt wurde, ist eine der ältesten deutschen Kriminalserien. Ihre Produktion begann im Herbst 1976, die erste Episode wurde am 2. Januar 1978 im ZDF ausgestrahlt. Die Serie basiert anfangs auf einer Idee von Kriminaldirektor Dieter Schenk, die dieser 1975 niederlegte. Ab Anfang der 2000er-Jahre entstanden zahlreiche Ableger im Sendeformat SOKO, von denen ein Teil mit dem Special SOKO – Der Prozess (2013) verknüpft wurde. Im Juli 2015 kündigte das ZDF die Änderung des Serientitels von SOKO 5113 hin zu SOKO München an. Damit sollte eine Vereinheitlichung der Serientitel von Mutterserie und Ablegern geschaffen werden. Die Titel aller Ableger beinhalten, anders als SOKO 5113, den Namen der Stadt bzw. Region, in welcher das jeweilige Ermittlerteam tätig ist. Zudem wurde der Handlung zeitweise ein horizontaler Erzählstrang hinzugefügt.
Am 23. August 2019 gab das ZDF überraschend bekannt, die Produktion der Fernsehserie mit dem Ende der 46. Staffel einzustellen. Begründet wurde diese Entscheidung mit der „Modernisierung des Programms“. Die Einschaltquoten der Kriminalserie lagen bis zum Schluss bei über 4 Millionen Zuschauern, was einem Marktanteil von mehr als 18 % entsprach und damit deutlich über dem Senderschnitt lag. Die Produktion der regulären Episoden wurde bereits Ende 2019 beendet. Ende März 2020 wurde die Produktion eines 90-minütigen Serienspecials angekündigt, welches den Abschluss der SOKO München bilden sollte. Der Sendeplatz der SOKO München wurde ab Januar 2021 von den Ablegern SOKO Hamburg und SOKO Potsdam übernommen. Für den Ableger aus Potsdam hatte SOKO München auf seinem regulären Sendeplatz am Montagvorabend bereits Ende 2018 und 2019 pausiert. Damals wurden die sechs bzw. zehn Episoden der ersten beiden Staffeln des Ablegers ausgestrahlt.
SOKO München umfasst insgesamt 675 Episoden in 46 Staffeln sowie eine Episode im Rahmen des Serienspecials SOKO – Der Prozess, die zwischen Jahresanfang 1978 und Jahresende 2020 ausgestrahlt wurden.

### Produktion
Die Produktion der Abschlussepisode war ursprünglich für Mai und Juni 2020 vorgesehen, musste jedoch aufgrund der COVID-19-Pandemie in Deutschland und damit einhergehender Beschränkungen verschoben werden. Die Dreharbeiten fanden schlussendlich von Anfang August 2020 bis zum 4. September 2020 in München und Umgebung statt. Da das ursprüngliche Studio mit dem SOKO-Kommissariat zum Zeitpunkt der Dreharbeiten nicht mehr zur Verfügung stand – die Entscheidung zur Produktion einer Abschlussepisode erfolgte erst nach Abschluss des letzten Drehblocks der 46. Staffel –, musste die Produktion auf andere Schauplätze ausweichen. Die von UFA Fiction produzierte Episode folgt einem Drehbuch von Léonie-Claire Breinersdorfer, Regie führte Bodo Schwarz.

## Handlung
Arthur Bauer, Erster Kriminalhauptkommissar und Leiter der SOKO München, lädt sein Team zwei Tage vor seiner Pensionierung zu einem gemeinsamen Feierabendbier in eine Bar ein. Er möchte gemeinsam mit Kriminaloberkommissarin Theresa „Resi“ Schwaiger, die zum Personenschutz nach Hamburg wechseln wird, Ausstand feiern. Auf dem Weg in das Lokal werden Bauer und Kriminaloberkommissar Dominik Morgenstern Zeugen einer Geiselnahme. Johannes Hofer, ein junger Mann, bedroht seine Ex-Freundin Tamara Jonas mit einer Pistole. Die beiden Polizisten Bauer und Morgenstern greifen ein und versuchen die Situation zu lösen. Hofer lässt von seiner Ex-Freundin ab und flüchtet, Dominik Morgenstern folgt ihm. Auf der Flucht kommt es zu einem Schusswechsel, bei dem Morgenstern den jungen Mann tödlich verletzt.
Während das SOKO-Team um die Kriminaloberkommissare Theresa Schwaiger und Franz Ainfachnur die Untersuchungen am Tatort aufnimmt und das Opfer der Geiselnahme befragt, nimmt die Innenrevision Ermittlungen gegen Kriminaloberkommissar Morgenstern auf, um die Frage zu klären, ob es sich um einen Fall von Notwehr handelt oder Morgenstern die Situation falsch eingeschätzt hat. Nach einer Befragung wird er vom Dienst suspendiert. Währenddessen finden Schwaiger und Ainfachnur in der Wohnung von Tamara Jonas eine weitere Leiche – Bernd Kaminiski, Schichtleiter eines Reinigungsunternehmens. Bei der Vernehmung durch Schwaiger und Ainfachnur verstrickt sich Jonas in Widersprüche. Sie behauptet, sie habe mit Kaminski eine Affäre gehabt, Hofer habe seinen Nebenbuhler Kaminski erschossen und anschließend sie als Geisel genommen. Rechtsmediziner Dr. Maximilian Weissenböck findet heraus, dass Kaminski regelrecht exekutiert wurde. Er stellt zudem fest, dass es sich bei der Tatwaffe vermutlich um die Pistole handelt, mit der Hofer auch auf Morgenstern geschossen hatte. Die Ermittlungen der Innenrevision gegen Morgenstern fokussieren sich auf die Vermutung, dass der Kriminaloberkommissar überreagiert habe. Bauer macht sich Vorwürfe, dass er seinem Kollegen kurz zuvor vom anstehenden Wechsel Schwaigers nach Hamburg erzählt hatte, was für diesen äußerst überraschend kam. Kriminaltechnikerin Billie Curio stellt bei der Untersuchung des Ortes des Schusswechsels fest, dass Hofer nicht auf Morgenstern gezielt, sondern lediglich in die Luft geschossen hatte. Der Verdacht einer Überreaktion Morgensterns erhärtet sich. Bei der Befragung von Hofers Eltern, Ninette und Erwin Hofer, fällt Schwaiger und Ainfachnur anhand eines Bildes auf, dass Hofer ein Tattoo auf dem Handrücken trug. Beim Versuch der Identifizierung dieses Motivs stoßen Schwaiger und ihre Kollegen darauf, dass Johannes Hofer einen Zwillingsbruder – Sebastian Hofer – hat. Curio findet währenddessen anhand des SMS-Verlaufs von Tamara Jonas heraus, dass Johannes Hofer seinen Suizid für den Fall, dass er seine Ex-Freundin mit einem anderen Mann erwischen sollte, angekündigt hatte.
Bei seiner Befragung durch die Innenrevision gibt Arthur Bauer – hin- und hergerissen zwischen den Ermittlungen und der Sorge um seinen Mitarbeiter – wahrheitswidrig an, den Schusswechsel zwischen Hofer und Morgenstern gesehen zu haben. Als der Erste Kriminalhauptkommissar wenig später bei den Ermittlungen rund um Bernd Kaminski in einem Casino von drei Männern bedroht wird, führen die Spuren zum illegalem Glücksspiel. Bei einem gemeinsamen Feierabendbier mit dem SOKO-Team bittet Bauer seinen suspendierten Kollegen Morgenstern indirekt, undercover in dem Casino zu ermitteln. Dabei stößt dieser auf die Verlobte von Bernd Kaminski, die ihm von der Spielsucht und den Schulden des Toten berichtet. Als Kriminaloberkommissar Ainfachnur am nächsten Tag mit verdeckten Ermittlungen im Reinigungsunternehmen Bernheimer beginnt, in dem Kaminski als Schichtleiter gearbeitet hatte, stößt er auf Schwarzarbeitsstrukturen. Zudem findet er heraus, dass es zwischen dem Toten Kaminski und Maxi Bernheimer Streitigkeiten gegeben habe. Bernheimer, der von Kaminski erpresst worden war, gerät in den Fokus der Ermittlungen und wird befragt. Als Theresa Schwaiger bei der Befragung durch die Innenrevision wahrheitsgemäß aussagt, dass ihr Vorgesetzter Bauer den Schusswechsel zwischen Hofer und Morgenstern nicht beobachtet haben kann, ist Kriminaldirektorin Dr. Evelyn Kreiner gezwungen, den SOKO-Leiter ebenfalls vom Dienst zu suspendieren.
Kriminaloberkommissar Dominik Morgenstern, der die Spur des Tattoomotivs von Sebastian Hofer weiter verfolgt, stößt auf Verbindungen in das rechtsextreme Milieu. Bei der Observation der Wohnung von Tamara Jonas beobachtet Theresa Schwaiger diese und Sebastian Hofer. Sie folgt den beiden und stößt auf eine geheime Planungswerkstatt in der Nähe des Olympiaparks, wird jedoch von Sebastian Hofer entdeckt, überwältigt und gefangen genommen. Gegenüber Schwaiger offenbaren Jonas und Hofer, die ein Liebespaar sind, dass dieser Bernd Kaminiski ermordet habe. In diesem Moment sei Johannes Hofer in der Wohnung seiner Ex-Freundin aufgetaucht und habe die Kontrolle verloren, als er erkannte, dass Tamara Jonas ihn mit seinem Bruder betrogen hatte. Als Hofer nun auch Schwaiger ermorden will, kommt es zum Handgemenge zwischen ihm und Jonas, bei welchem diese mit dem Kopf auf eine Heizung stürzt und bewusstlos am Boden liegen bleibt. Hofer schlägt daraufhin auch Schwaiger bewusstlos. Am nächsten Morgen bemerken Bauer, Morgenstern und Ainfachnur besorgt, dass ihre Kollegin spurlos verschwunden ist. Der einzige im Dienst verbliebene Kommissar, Franz Ainfachnur, will sich gerade auf die Suche machen, als Kriminaltechnikerin Billie Curio in Morgensterns Wohnung erscheint, die inzwischen zur inoffiziellen Zentrale des SOKO-Teams geworden ist. Sie führt die Ermittler auf die Spur zweier gestohlener Waffen des Schützenvereins, in dem Johannes, Sebastian und Erwin Hofer Mitglied waren. Auch Rechtsmediziner Dr. Maximilian Weissenböck taucht wenig später in der inoffiziellen Zentrale des SOKO-Team auf und äußert die Vermutung, dass Johannes Hofer einen suicide by cop angestrebt habe. Nach Überprüfung dieser Theorie, auf die Weissenböck von Theresa Schwaiger gestoßen worden war, durch einen Kriminalpsychologen, stellt die Innenrevision die Ermittlungen gegen Morgenstern ein. Seine Suspendierung wird daraufhin aufgehoben, Bauer hingegen wird von Kriminaldirektorin Dr. Kreiner in den Ruhestand versetzt.
Nachdem Kreiner den Ermittlern Bauer und Morgenstern berichtet, dass es trotz Sebastian Hofers Verbindungen ins rechtsextreme Milieu keine Erkenntnisse beim Verfassungsschutz zu ihm gibt, machen sich die beiden auf den Weg in den Schützenverein, aus dem die Waffen verschwunden sind. Der Vereinsvorsitzende berichtet ihnen, dass Johannes Hofer am Tag seines Todes den Schützenverein in Eile verlassen hatte, nachdem der Spind seines Zwillingsbruders geöffnet wurde. Bei der Durchsuchung finden Bauer und Morgenstern ein Foto vom Liebespaar Tamara Jonas und Sebastian Hofer. Sie erkennen daraufhin einen Zusammenhang zwischen den Vorfällen. Kriminaloberkommissar Franz Ainfachnur berichtet seinen beiden Ermittlerkollegen von den Ergebnissen der Auswertung von Schwaigers Handydaten. Sie machen sich auf den Weg in Richtung Olympiapark und stoßen vor Ort auf die geheime Planungswerkstatt. Sie finden die schwer verletzte Jonas sowie Materialien zum Bombenbau. Währenddessen laufen in der Olympiahalle München die Vorbereitungen zur Bayerischen Sicherheitsmesse. Bauer erkennt den Zusammenhang zwischen der Veranstaltung und Anschlagsplänen: das Reinigungsunternehmen Bernheimer hatte den Reinigungsauftrag für diese Veranstaltung erhalten; den Ermittlern wird klar, dass Sebastian Hofer von Bernd Kaminski die Zugangscodes zu den Räumlichkeiten erhalten haben muss, woraufhin Bauer und Morgenstern sich auf den Weg zur Olympiahalle machen. Währenddessen wacht Theresa Schwaiger mit einem Bombengürtel in den Katakomben auf. Als sie wenig später von einem Schutzpolizisten entdeckt wird, der eine Selbstmordattentäterin vermutet und sofort die Evakuierung der Halle anordnet, verschanzt sich der bewaffnete Hofer in der Tiefgarage. Als Bauer und Morgenstern an der Olympiahalle ankommen, droht die Situation um Theresa Schwaiger zu eskalieren. Dominik Morgenstern kann in letzter Sekunde eingreifen und seine Kollegin davor beschützen, vom Spezialeinsatzkommando erschossen zu werden. Währenddessen kommt Arthur Bauer in der Tiefgarage an und kann gerade noch rechtzeitig warnen, bevor Hofer auf die türkischstämmige Politikerin Ajda Özkalp schießt. Während Hofer überwältigt und festgenommen wird befreit das Bombenräumkommando Kriminaloberkommissarin Schwaiger vom Bombengürtel. Bei der Befragung Hofers durch Bauer und Ainfachnur gesteht dieser die Planung eines rechtsextremistischen Attentats gemeinsam mit Tamara Jonas, die ursprünglich anstelle von Theresa Schwaiger den Bombengürtel tragen sollte. Er gesteht ebenso den Mord an Bernd Kaminski.
Zum Abschluss trifft sich das SOKO-Team um die Ermittler Bauer, Morgenstern, Ainfachnur und Schwaiger gemeinsam mit Rechtsmediziner Weissenböck, Kriminaltechnikerin Curio und Kriminaldirektorin Kreiner auf einer Münchner Dachterrasse und feiert den Ausstand seines Chefs. Schwaiger teilt Morgenstern ihre Entscheidung mit, dass sie – trotz der Gefühle für ihren Kollegen – nach Hamburg wechseln wird, um die Leitung des Personenschutzes zu übernehmen. Dieser sagt ihr daraufhin, dass er seine Kündigung eingereicht habe und seine Kollegin nach Hamburg begleiten werde. Die beiden küssen sich. Währenddessen teilt Kreiner dem verdutzten Ainfachnur mit, dass sie seine Beförderung zum Leiter des Dezernats Organisierte Kriminalität beabsichtigt. Nach einer Rede von Bauer, der seinen Ruhestand in einer Finca auf Mallorca verbringen möchte, wird das Ende der Sonderkommission gefeiert.

## Besetzung

### Hauptdarsteller
| Schauspieler        | Rollenname               | Rolle                                                  |
| ------------------- | ------------------------ | ------------------------------------------------------ |
| Gerd Silberbauer    | Arthur Bauer             | Erster Kriminalhauptkommissar; Leiter der SOKO München |
| Joscha Kiefer       | Dominik Morgenstern      | Kriminaloberkommissar                                  |
| Christofer von Beau | Franz Ainfachnur         | Kriminaloberkommissar                                  |
| Mersiha Husagic     | Theresa „Resi“ Schwaiger | Kriminaloberkommissarin                                |

### Nebendarsteller
| Schauspieler     | Rollenname                 | Rolle                                            |
| ---------------- | -------------------------- | ------------------------------------------------ |
| Florian Odendahl | Dr. Maximilian Weissenböck | Rechtsmediziner                                  |
| Sina Reiß        | Billie Curio               | Kriminaltechnikerin                              |
| Ilona Grübel     | Dr. Evelyn Kreiner         | Kriminaldirektorin, Vorgesetzte von Arthur Bauer |

### Gastdarsteller
| Schauspieler         | Rollenname         | Rolle |
| -------------------- | ------------------ | --- |
| Lion Leuker          | Johannes Hofer †   | Geiselnehmer, wird von Dominik Morgenstern erschossen Sohn von Erwin und Ninette Hofer, Bruder von Sebastian Hofer, Ex-Freund von Tamara Jonas |
| Lion Leuker          | Sebastian Hofer    | Rechtsextremer Attentäter, Mörder von Bernd Kaminski Sohn von Erwin und Ninette Hofer, Bruder von Johannes Hofer, Freund von Tamara Jonas      |
| Anouk Elias          | Tamara Jonas       | Beteiligte an der Planung eines rechtsextremen Attentats, Opfer der Geiselnahme Ex-Freundin von Johannes Hofer, Freundin von Sebastian Hofer   |
| Jürgen Tonkel        | Erwin Hofer        | Ehemann von Ninette Hofer, Vater von Johannes und Sebastian Hofer                                                                              |
| Marion Mitterhammer  | Ninette Hofer      | Ehefrau von Erwin Hofer, Mutter von Johannes und Sebastian Hofer                                                                               |
| Sigi Zimmerschied    | Maxi Bernheimer    | Inhaber eines Reinigungsunternehmens Vater von Florian Bernheimer                                                                              |
| Tommy Schwimmer      | Florian Bernheimer | Junior-Chef eines Reinigungsunternehmens Sohn von Maxi Bernheimer                                                                              |
| Bettina Mittendorfer | Nicola Wolkenstein | Ermittlerin der Innenrevision |
| Thomas Lettow        | David Brenner      | Ermittler der Innenrevision |
| Xenia Benevolenskaya | Irina Smilovic     | Barkeeperin Verlobte von Bernd Kaminski |
| Sebastian Griegel    | Günni              | Informant von Kriminaloberkommissar Morgenstern                                                                                                |
| Matthias Horbelt     | Schneider          | Türsteher eines Casinos |
| Ferdinand Dörfler    | Xaver Maierhofer   | Vorsitzender eines Schützenvereins |
| Sushila Sara Mai     | Chatterjee         | Reinigungskraft |
| Maya Haddad          | Ajda Özkalp        | Politikerin |
| Jonathan Müller      | N.N.               | Bodyguard |
| Christoph von Friedl | N.N.               | Einsatzleiter des Spezialeinsatzkommandos |

## Ausstrahlung und Einschaltquote
Die Erstausstrahlung der Episode fand am 29. Dezember 2020 statt. Hierbei wurde vom regulären Sendeplatz am Montagvorabend abgewichen, das Serienspecial wurde in der Dienstags-Primetime um 20:15 Uhr ausgestrahlt. Bereits für die Episode Die Akte Göttmann (2008) wurde eine Verlegung in die Primetime vorgenommen. Die Episode war bereits ab 28. Dezember 2020 10:00 Uhr in der ZDFmediathek vorab verfügbar.
Die Erstausstrahlung verfolgten 6,36 Millionen Zuschauer, was einem Marktanteil von 18,6 % entsprach und die Episode zur meistgesehenen Sendung des Tages machte. Alexander Krei vom Medienmagazin DWDL.de bewertete den Marktanteil als „hervorragend“. Es war die größte Reichweite, die die SOKO München seit mehr als 15 Jahren erreichte. In der marktrelevanten Zielgruppe der 14- bis 49-jährigen wurden 0,79 Millionen Zuschauer erreicht, was einem Marktanteil von 8,5 Prozent entsprach, den Fabian Riedner vom Medienmagazin Quotenmeter.de als „sagenhaft“ charakterisierte.

## Rezeption
Julian Weinberger resümierte im Weser-Kurier, dass „mit Verbindungen in die rechte Szene, einem betrügerischen Putzunternehmen und einem drohenden Bombenanschlag“ „ganz schön viel Stoff für einen 90-minütigen Krimi“ geboten werde. Dabei kritisiert er, dass das Drehbuch mehrfach überladen wirke „und die Verknüpfung der Handlungsstränge […] bisweilen arg gewollt“ seien. Dies störe allerdings nur am Rande. Den Machern der Kriminalserie, die zum Abschied nochmals „ganz große Geschütze auf[fahren]“ würden, gelinge mit der Episode „ein würdiger Abschied von den Figuren, die die Zuschauer seit Jahren begleiten“, in dessen Rahmen „jedem im Team um Gerd Silberbauer noch ein letztes Mal Glanzmomente“ zugestanden würden, lobt Weinberger die Episode.
Jan Freitag hob im Tagesspiegel hervor, dass die Episode „90 Minuten Vorabendniveau zur Primetime“ mitbringe. Er attestiert der SOKO München, dass sie auch nach über 40 Jahren „noch immer das Zeug zum Polarisieren“ habe, auch wenn dies „eher ästhetisch als dramaturgisch“ geschehe. Freitag kritisiert, dass die Episode „eher mäßig unterhaltsam und routiniert gespielt“ sei, was auch auf die im Drehbuch vorgesehenen Dialoge zurückgeführt werden könne. „Die Handlung der finalen Episode [sei] ebenso rasch erzählt, wie sie womöglich geschrieben wurde“ und revolutionäre Entwicklungen seien „im Zwiespalt von Realismus und Eskapismus, Effizienz und Inspiration, Kostendruck und Improvisationsvermögen“ kaum mehr realisierbar im Vorabendprogramm, fasst er seine Kritik zusammen.
Andreas Rüttenauer kritisierte in der Tageszeitung, dass „[d]iese ganz große Nummer mit Scharfschützen und ganz viel SEK […] doch arg ausgedacht“ wirke. Bei der Abschlussepisode sei „viel drin und wenig dran“, obgleich ein „furioses Finale in der Olympiahalle“ geboten werde, in welchem der „Korpsgeist in der Polizei und ein Naziattentat auf eine türkeistämmige bayerische Innenministerin“ in den thematischen Fokus gerückt würden.